# Pseudotremia conservata
Pseudotremia conservata är en mångfotingart som beskrevs av Hoffman och Lewis 1997. Pseudotremia conservata ingår i släktet Pseudotremia och familjen Cleidogonidae. Inga underarter finns listade i Catalogue of Life.